# 道の駅匹見峡
道の駅匹見峡（みちのえき ひきみきょう）は、島根県益田市にある国道191号の道の駅である。

## 施設
- 駐車場
  - 普通車：19台
  - 大型車：2台
  - 身障者用：2台
- トイレ
  - 男性用：小 5器、大 1器
  - 女性用：3器
  - 身障者用：1器
- 公衆電話：1台
- 売店「出合いの里みちかわ」（店舗名は、この地域の地名「出合原」に由来する）
- 体験施設
- 休憩所（24時間）
- 情報コーナー

## 休館日
- 年中無休

## アクセス
- 国道191号 - 登録路線
- 島根県道307号波佐匹見線

## 周辺
- 旧割元庄屋 美濃地屋敷
- 匹見峡温泉やすらぎの湯
- 奥・表匹見峡
- 石見交通新広益線 出合原バス停
- 益田市匹見過疎バス 出合原バス停